# 血の池 (富山県)
血の池（ちのいけ）は、富山県中新川郡立山町にある池（湿地帯）。立山室堂の火口湖群の1つ。

## 概要
池と称しているが、湿地帯に近く、いくつか水溜りのような池が集まっている。立山火山の火口跡に水が溜まってできた火口湖の一種。
周囲にはミクリガ池、ミドリガ池、リンドウ池などの火口湖が点在する。
湖水や湖底の泥が酸化鉄により赤みを帯びているので、立山地獄の1つとして「血の池地獄」と呼ばれ、この名が付いた。

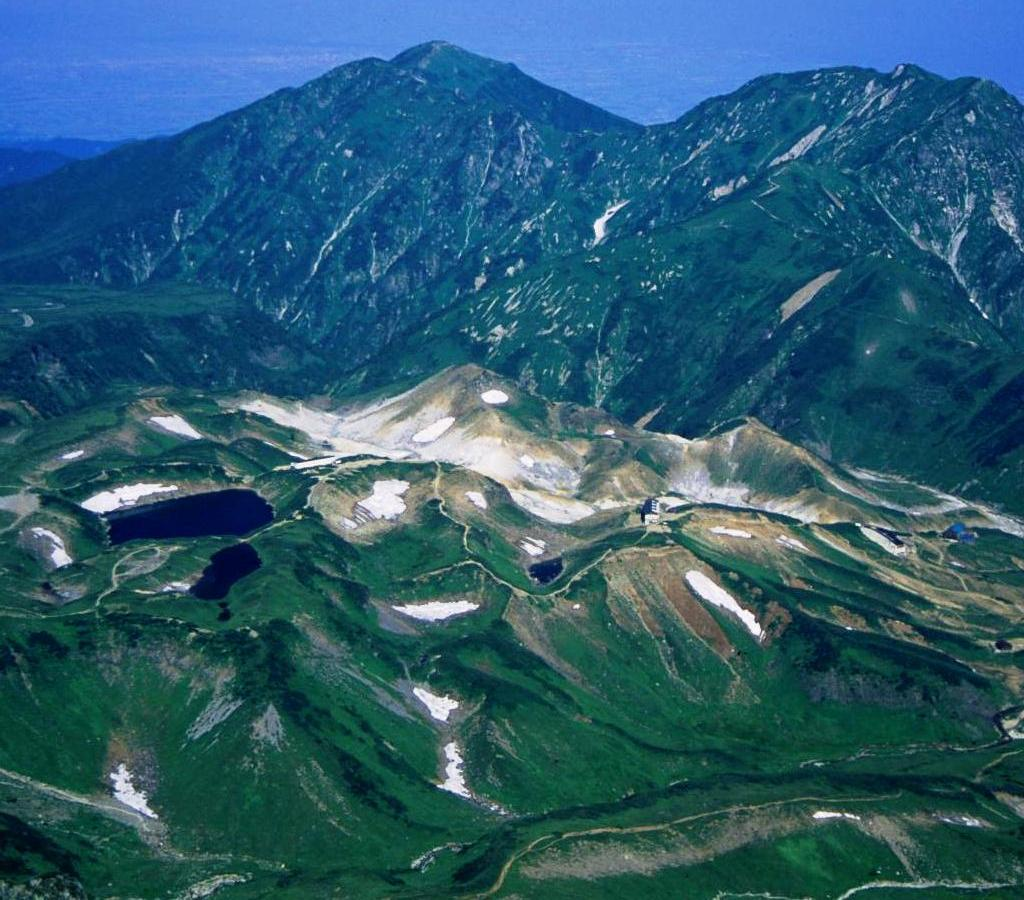
立山から望むミクリガ池（左中央）、その下部にミドリガ池、中央にリンドウ池、ミクリガ池とリンドウ池の間に血の池（1995年8月）
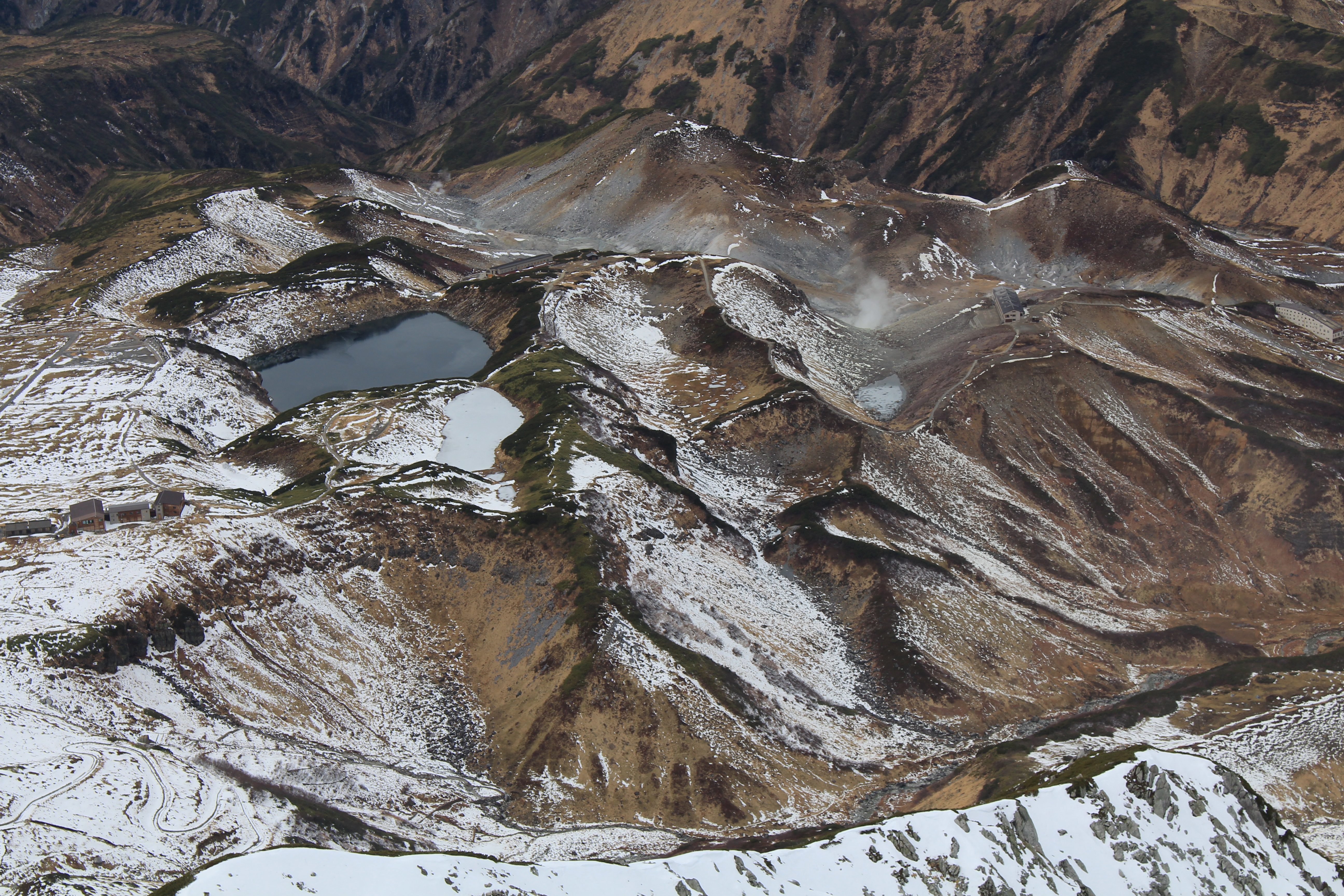
晩秋の血の池周辺（中央部に血の池）